# معامل التظليل
معامل التظليل (بالإنجليزية: Shading coefficient)‏ هو النسبة بين كمية الإشعاع الشمسي الحراري التي تنفذ من الزجاج المستخدم وكمية الإشعاع الشمسي الحراري التي تنفذ من زجاج شفاف مفرد مقوى سماكته  3 مم. وقيمته تساوي قيمة معامل الاكتساب الحراري الشمسي للزجاج  مقسوما على  0.87 .